# Antonio Scarampi

Stemma Scarampi

Antonio Scarampi o Scarampo (Acqui, 1516 – Lodi, 30 luglio 1576) è stato un vescovo cattolico italiano.

## Biografia
Nato ad Acqui, il 20 agosto 1546 fu nominato vescovo coadiutore di Nola; divenne vescovo della città campana nel 1549.
Dal 15 dicembre 1564 al 15 maggio 1566 fu nunzio apostolico a Napoli.
Il 9 marzo 1569 fu nominato vescovo di Lodi; influenzato dall'arcivescovo di Milano Carlo Borromeo, applicò nella diocesi i dettami del Concilio di Trento e della Controriforma: indisse una visita pastorale, convocò il primo sinodo diocesano e istituì il seminario (1575).
Morì il 30 luglio 1576; la sua orazione funebre venne pronunciata da Carlo Borromeo.

## Successione apostolica
La successione apostolica è:
- Cardinale Alfonso Carafa (1565)